# Satan i gatan

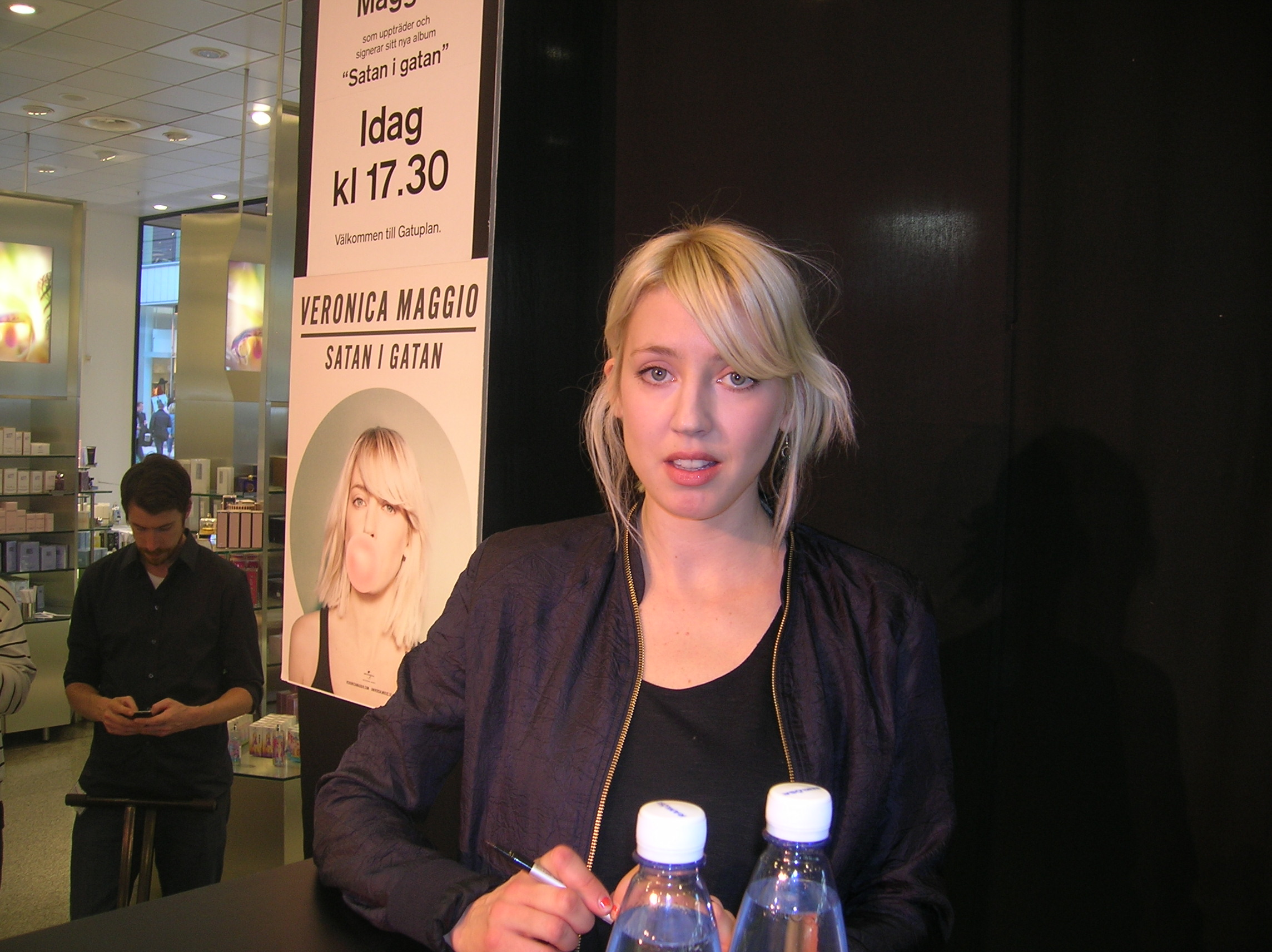
Skivsignering av Satan i gatan i Stockholm, 28 april 2011.

Satan i gatan är Veronica Maggios tredje studioalbum, utgivet den 27 april 2011 av Universal Music AB. Det anses vara en milstolpe inom pop på svenska och har kallats det årtiondets mest inflytelserika album.
Maggio spelade in albumet i Christian Walz studio på Östermalm i Stockholm. Walz har även producerat albumet, samt medkomponerat alla låtar utom "Vi kommer alltid ha Paris" som Maggio skrivit tillsammans med Markus Krunegård. Maggio står huvudsakligen för all text, medan Walz och Krunegård stått för musiken.
Albumet gick efter sin utgivning in på första plats på svenska albumlistan den 6 maj 2011. Den föll ur försäljningslistans topp tio först den 28 oktober 2011. Samtliga ordinarie låtar på skivan nådde listframgångar, samtidigt som albumet stod för nästan 30 procent av debutveckans totala svenska albumförsäljning.

## Bakgrund
Veronica Maggio skriver själv att albumet har tagit ett år att producera. Hon har tagit hjälp av många musiker i samtliga låtar.
Låten "Jag kommer" släpptes som albumets första singel den 11 februari 2011. Den andra singeln från albumet var låten "Välkommen in" som släpptes den 6 juni 2011. Tredje singel, "Mitt hjärta blöder", släpptes den 25 januari 2012.

## Marknadsföring
Den 18 april bjöd Maggio, i samarbete med telefonoperatören Comviq, fansen på en förhandslyssning av låten "Välkommen in", genom att ringa ett mobiltelefonnummer. Telefonnumret tillhörde en ung kille vid namn Firat, och Comviq gjorde ett par reklamfilmer om Firat när han förklarade för sina skolkamrater varför hans telefon ringer oavbrutet.
CD- och LP-utgåvan av albumet innehåller 11 låtar, men Maggio bestämde sig för att släppa låten "Vad gör vi ikväll", exklusivt på iTunes Store som en bonuslåt. Den återfinns dock idag som bonuslåt till albumet på strömningstjänsterna Spotify och Tidal. Låten är skriven av Maggio, Walz och Krunegård. 

## Mottagande
Albumet fick över lag bra kritikerbetyg, i snitt 4 av 5 på Kritiker.se. Skivan rankades av Sonic Magazine i juni 2013 som det 83:e bästa svenska albumet någonsin.
Den 6 maj debuterade albumet på Sverigetopplistan och gick direkt in på första plats. Också de enskilda albumlåtarna nådde listframgångar. Av låtarna på Satan i gatan hade den 13 maj 2011 alla utom bonuslåten "Vad gör vi ikväll" nått den svenska singellistan, med placeringarna #2, #11, #1, #5, #21, #12, #24, #10, #18, #27 och #30. Maggios album lade under sin första vecka beslag på nästan 30 procent av all albumförsäljning i Sverige.
Låten "Alla mina låtar" har blivit uppmärksammad bland musikrecensenter eftersom de spekulerar att det kan vara ett svar på Maggios ex Oskar Linnros låt "Från och med du". I denna sjunger Linnros "...en är krossad, en är din, det här är slutet på vår film". Maggio kontrar med meningen "Du är krossad och jag går fri, det handlar om dig" i "Alla mina låtar".

## Låtlista
| Nr           | Titel                                                                                         | Längd |
| ------------ | --------------------------------------------------------------------------------------------- | ----- |
| 1.           | Satan i gatan (Veronica Maggio, Christian Walz)                                               | 03:15 |
| 2.           | Välkommen in (Veronica Maggio, Christian Walz, Patrik Berggren, Paloma Faith)                 | 03:33 |
| 3.           | Jag kommer (Veronica Maggio, Christian Walz, Stefan Olsson)                                   | 03:23 |
| 4.           | Mitt hjärta blöder (Veronica Maggio, Christian Walz)                                          | 03:21 |
| 5.           | Vi kommer alltid ha Paris (Veronica Maggio, Markus Krunegård)                                 | 02:37 |
| 6.           | Inga kläder (Veronica Maggio, Christian Walz)                                                 | 03:22 |
| 7.           | Alla mina låtar (Veronica Maggio, Christian Walz)                                             | 03:29 |
| 8.           | Snälla bli min (Veronica Maggio, Christian Walz)                                              | 02:39 |
| 9.           | Sju sorger (Veronica Maggio, Christian Walz, Carl Wikström Ask)                               | 04:01 |
| 10.          | Finns det en så finns det flera (Veronica Maggio, Christian Walz, Markus Krunegård)           | 03:57 |
| 11.          | Lördagen den femtonde mars (Veronica Maggio, Christian Walz)                                  | 01:06 |
| 12.          | Vad gör vi ikväll (iTunes Store bonuslåt) (Veronica Maggio, Christian Walz, Markus Krunegård) | 04:15 |
| Total längd: | Total längd:                                                                                  | 38:58 |

## Listplaceringar
| Lista (2011-2012)   | Topplacering |
| ------------------- | ------------ |
| Danska albumlistan  | 24           |
| Finska albumlistan  | 33           |
| Norska albumlistan  | 2            |
| Svenska albumlistan | 1            |

Albumet gick direkt in på första plats på försäljningslistan den 6 maj 2011. Den föll ur listans topp tio först 28 oktober 2011 och låg 6 januari 2012 fortfarande på 14:e plats, efter 36 veckor på listan.